# Leucosyrinx lancea
Leucosyrinx lancea é uma espécie de gastrópode do gênero Leucosyrinx, pertencente a família Pseudomelatomidae.